# St. Paul Lights
I St. Paul Lights furono una squadra professionistica di pallacanestro con sede a St. Paul, nel Minnesota. Fondata nel 1950, giocò nella NPBL nella stagione 1950-51. L'impianto di gioco delle partite casalinghe era il St. Paul Auditorium.
La squadra fallì durante la stagione e venne classificata al terzo posto nella Western Division.

## Stagioni
| Stagione | Lega | Denominazione   | V  | P | %    | Piazzamento | Play-off |
| -------- | ---- | --------------- | -- | - | ---- | ----------- | -------- |
| 1950-51  | NPBL | St. Paul Lights | 12 | 8 | 60,0 | 3º          | -        |